# Skimlingen
Skimlingen är en sjö i Uddevalla kommun i Bohuslän och ingår i Göta älvs huvudavrinningsområde. Skimlingen ligger i Bredfjället Natura 2000-område.